# HD 209458 b
HD 209458 b es un planeta extrasolar que orbita la estrella de tipo solar HD 209458 en la constelación de Pegaso a 150 años luz de nuestro sistema solar. El planeta ha sido llamado Osiris por sus descubridores aunque este nombre no ha sido aceptado todavía por la Unión Astronómica Internacional (IAU).
El radio de la órbita del planeta es de tan solo 7 millones de kilómetros, 0,047 UA, un octavo del radio de la órbita de Mercurio.
Debido a esta órbita tan pequeña el periodo de rotación anual de HD209458b es de 3,5 días terrestres. El planeta tiene una masa de 220 veces la masa terrestre (0,7 la masa de Júpiter).
HD 209458 b es el primer planeta extrasolar descubierto que realiza tránsitos sobre su estrella, el primero cuya atmósfera se ha podido caracterizar mínimamente. También se han detectado signos de evaporación en su atmósfera producida por las altas temperaturas. Se sabe también que su atmósfera posee oxígeno y carbono.
Se piensa que este tipo de planetas en órbitas inferiores a 0,1 UA sufren una considerable pérdida de masa debido a la evaporación. La evaporación de planetas de una masa ligeramente menor podría producir una nueva clase de planetas extrasolares formados principalmente por el antiguo núcleo del planeta gaseoso parcialmente evaporado. Esta clase de planetas han sido llamados planetas ctónicos, aunque por ahora ninguno ha sido descubierto.
El 23 de junio de 2010, los astrónomos anunciaron que han medido por primera vez una supertormenta en la atmósfera de HD 209458 b. Las observaciones de muy alta precisión hechas por el Very Large Telescope de ESO y su poderoso espectrógrafo CRIRES de gas de monóxido de carbono demuestra que se transmite a una gran velocidad desde el lado diurno extremadamente caliente al lado nocturno más frío del planeta. Las observaciones también permitieron otra emocionante "primera" - la medición de la velocidad orbital del propio exoplaneta, proporcionando una determinación directa de su masa.
HD 209458 es una estrella de octava magnitud, visible desde la Tierra con binoculares. 

## Vapor de agua atmosférico

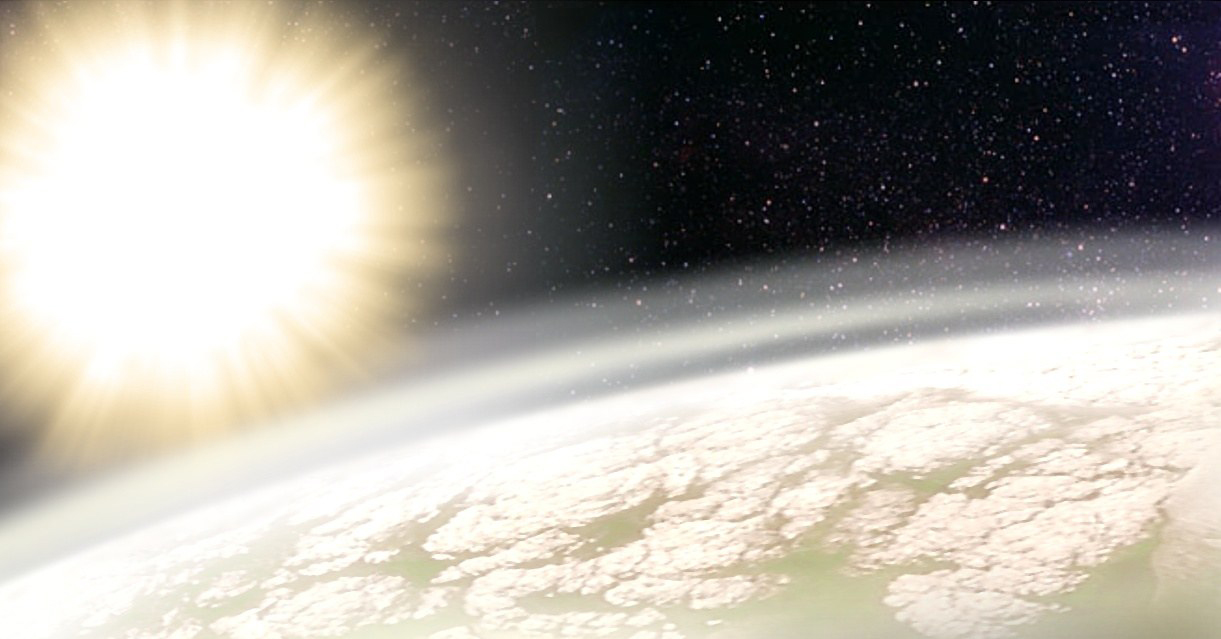
Osiris visto desde una órbita cercana. Concepción artística.

El 10 de abril de 2007, Travis Barman, astrónomo del Observatorio Lowell demostró que la atmósfera de HD 209458 b contenía vapor de agua. Usando una combinación de medidas observadas por el telescopio Hubble, junto con nuevos modelos teóricos, Barman encontró fuertes evidencias de absorción de agua en la atmósfera del planeta. Su método modela la luz pasando directamente a través de la atmósfera del sol del planeta, mientras éste pasa frente a él. Sin embargo, esta hipótesis aún está siendo investigada.
Barman recurrió a datos y mediciones tomadas por Heather Knutson, un estudiante de la Universidad Harvard, del telescopio espacial Hubble, y aplicó nuevos modelos teóricos para demostrar la probabilidad de la absorción de agua en la atmósfera del planeta. El planeta orbita a su estrella cada tres días y medio, y cada vez que pasa frente a ella, el contenido atmosférico puede analizarse examinando cómo la atmósfera absorbe la luz procedente de la estrella.
De acuerdo con el resumen de la investigación, la absorción del agua atmosférica en un exoplaneta es mucho mayor en una parte del espectro infrarrojo, en comparación con las longitudes de onda del espectro visible. Barman tomó los datos de Knutson's Hubble para H 209458 b, los aplicó a este modelo teórico y, presuntamente, identificó la absorción de agua en la atmósfera del planeta. En abril de 2007, la investigación aún está abierta.
El 20 de octubre de 2009, los investigadores del JPL anunciaron el descubrimiento de vapor de agua, dióxido de carbono y metano en la atmósfera.

## Detección y descubrimiento

### Tránsitos
Los estudios espectroscópicos revelaron por primera vez la presencia de un planeta alrededor de HD 209458 el 5 de noviembre de 1999. Los astrónomos habían hecho cuidadosas mediciones fotométricas de varias estrellas que se sabía que estaban orbitadas por planetas, con la esperanza de que pudieran observar la caída del brillo de la estrella causado por el tránsito del planeta a través de la cara de la estrella.
Poco después del descubrimiento, equipos separados, uno dirigido por David Charbonneau, incluido Timothy Brown y otros, y el otro por Gregory W. Henry, pudieron detectar un tránsito del planeta a través de la estrella, lo que lo convierte en el primer extrasolar transitorio conocido. planeta El 9 y 16 de septiembre de 1999, el equipo de Charbonneau midió una caída del 1,7 % en el brillo de HD 209458, que se atribuyó al paso del planeta a través de la estrella. El 8 de noviembre, el equipo de Henry observó un tránsito parcial, viendo solo el ingreso. Inicialmente inseguro de sus resultados, el grupo Henry decidió acelerar sus resultados para publicarlos después de escuchar rumores de que Charbonneau había visto un tránsito completo en septiembre. Los artículos de ambos equipos se publicaron simultáneamente en el mismo número del Astrophysical Journal. Cada tránsito dura aproximadamente tres horas, durante las cuales el planeta cubre aproximadamente el 1.5 % de la cara de la estrella.
La estrella había sido observada muchas veces por el satélite Hipparcos, lo que permitió a los astrónomos calcular el período orbital de HD 209458 b con mucha precisión a 3,524736 días.

### Espectroscópico
El análisis espectroscópico había demostrado que el planeta tenía una masa aproximadamente 0,69 veces mayor que la de Júpiter. La ocurrencia de tránsitos permitió a los astrónomos calcular el radio del planeta, que no había sido posible para ningún exoplaneta conocido, y resultó tener un radio un 35 % mayor que el de Júpiter.

### Detección directa

El tránsito de HD 209458 b

El 22 de marzo de 2005, la NASA dio a conocer que el telescopio espacial Spitzer había medido la luz infrarroja del planeta, la primera detección directa de luz de un planeta extrasolar. Esto se hizo restando la luz constante de la estrella madre y no la diferencia cuando el planeta transitó frente a la estrella y se eclipsó detrás de ella, proporcionando una medida de la luz del planeta mismo. Las nuevas mediciones de esta observación determinaron la temperatura del planeta al menos 750 °C (1300 °F). La órbita circular de HD 209458 b también fue confirmada.

### Observación espectral
El 21 de febrero de 2007, la NASA y la NASA publicaron noticias de que HD 209458 fue uno de los dos primeros planetas extrasolares en que sus espectros se observaron directamente, el otro fue HD 189733 b.  Este fue el primer mecanismo por el cual se podían buscar formas de vida extrasolar pero no sensibles, a modo de influencia en la atmósfera de un planeta. Un grupo de investigadores dirigido por Jeremy Richardson del Centro de Vuelo Espacial Goddard de la NASA midió espectralmente la atmósfera de la HD 209458 b en el rango de 7,5 a 13,2 micrómetros. Los resultados desafiaron las expectativas teóricas de varias maneras. Se había pronosticado que el espectro tendría un pico a 10 micrómetros que habría indicado vapor de agua en la atmósfera, pero dicho pico estaba ausente, lo que indica que no hay vapor de agua detectable. Se observó otro pico impredecible a 9,65 micrómetros, que los investigadores atribuyeron a las nubes de polvo de silicato, un fenómeno que no se había observado anteriormente. Otro pico impredecible ocurrió a 7,78 micrómetros, para el cual los investigadores no tuvieron una explicación. Un equipo separado, dirigido por Mark Swain, del Laboratorio de Propulsión a Chorro, volvió a analizar Richardson et al. datos, y aún no había publicado sus resultados cuando Richardson et al. El artículo salió, pero hizo hallazgos similares.
El 23 de junio de 2010, los astrónomos anunciaron que midieron una supertormenta (con velocidades de viento de hasta 7000 km/h) por primera vez en la atmósfera de HD 209458 b. Las observaciones de muy alta precisión realizadas por el Very Large Telescope de ESO y su potente espectrógrafo CRIRES de gas de monóxido de carbono muestran que se está transmitiendo a una velocidad enorme desde el lado extremadamente caluroso del día al lado más frío del planeta. Las observaciones también permiten otro "primer" emocionante: medir la velocidad orbital del exoplaneta, proporcionando una determinación directa de su masa. 

## Características físicas
Anteriormente se había planteado la hipótesis de que los Júpiter calientes, particularmente cerca de su estrella madre, deberían exhibir este tipo [aclaración necesaria] de la inflación debido al intenso calentamiento de su atmósfera exterior. El calentamiento de las mareas debido a la excentricidad de su órbita, que puede haber sido más excéntrica en la formación, también puede haber tenido un papel en los últimos mil millones de años. 

### Estratosfera y nubes superiores
La atmósfera está a una presión de un bar a una altitud de 1,29 radios de Júpiter sobre el centro del planeta. 
Cuando la presión es de 33 ± 5 milibares, la atmósfera es clara (probablemente hidrógeno) y su efecto Rayleigh es detectable. A esa presión, la temperatura es de 2200 ± 260 K. 
Las observaciones de la Microvariabilidad en órbita y las Oscilaciones del telescopio STars inicialmente limitaron el albedo (o reflectividad) del planeta por debajo de 0,3, lo que lo convierte en un objeto sorprendentemente oscuro. (Desde entonces, se ha medido que el albedo geométrico es 0,038 ± 0,045). En comparación, Júpiter tiene un albedo mucho mayor que 0,52. Esto sugeriría que la cubierta de nubes superior del HD 209458 b está hecha de material menos reflectante que el de Júpiter, o bien no tiene nubes y Rayleigh dispersa la radiación entrante como el océano oscuro de la Tierra. Desde entonces, los modelos han demostrado que entre la parte superior de su atmósfera y el gas caliente a alta presión que rodea el manto, existe una estratosfera de gas más frío. Esto implica una capa exterior de nube oscura, opaca, caliente; por lo general, se cree que están formados por óxidos de vanadio y titanio, como enanas rojas ("planetas pM"), pero aún no se pueden descartar otros compuestos como las toolinas. El hidrógeno calentado que dispersa Rayleigh descansa en la parte superior de la estratosfera; la parte de absorción de la cubierta de nubes flota sobre ella a 25 milibares. 

### Exosfera
Alrededor de ese nivel, el 27 de noviembre de 2001, el telescopio espacial Hubble detectó sodio, la primera atmósfera planetaria fuera del sistema solar que debe medirse. Sara Seager predijo esta detección a finales de 2001. El núcleo de la línea de sodio va desde presiones de 50 milibar hasta un microbar. Esto resulta en aproximadamente un tercio de la cantidad de sodio en HD 189733 b. 
En 2003-2004, los astrónomos usaron el espectrógrafo de imágenes del telescopio espacial Hubble para descubrir una enorme envoltura elipsoidal de hidrógeno, carbono y oxígeno alrededor del planeta que alcanza 10 000 K. La exosfera de hidrógeno se extiende a una distancia RH = 3,1 RJ, mucho más grande que la planetaria radio de 1,32 RJ. A esta temperatura y distancia, la distribución de velocidades de partículas de Maxwell-Boltzmann da lugar a una "cola" significativa de átomos que se mueven a velocidades superiores a la velocidad de escape. Se estima que el planeta está perdiendo alrededor de 100-500 millones (1–5 × 108) kg de hidrógeno por segundo. El análisis de la luz de las estrellas que pasa a través de la envoltura muestra que los átomos más pesados de carbono y oxígeno son expulsados del planeta por el extremo "arrastre hidrodinámico" creado por su atmósfera de hidrógeno que se evapora. La cola de hidrógeno que fluye desde el planeta tiene aproximadamente 200 000 kilómetros de largo, lo que equivale aproximadamente a su diámetro.
Se piensa que este tipo de pérdida de atmósfera puede ser común a todos los planetas que orbitan alrededor de estrellas similares al Sol que a aproximadamente 0,1 UA. HD 209458 b no se evaporará por completo, aunque puede haber perdido aproximadamente un 7 % de su masa durante su vida útil estimada de 5000 millones de años. Es posible que el campo magnético del planeta pueda evitar esta pérdida, ya que la exosfera se ionizaría con la estrella y el campo magnético contendría la pérdida de los iones.

### Presunto vapor de agua atmosférico.
El 10 de abril de 2007, Travis Barman, del Observatorio Lowell, anunció pruebas de que la atmósfera de HD 209458 b contenía vapor de agua. Utilizando una combinación de mediciones previamente publicadas del telescopio espacial Hubble y nuevos modelos teóricos, Barman encontró una fuerte evidencia de la absorción de agua en la atmósfera del planeta. Su método modelaba la luz que pasaba directamente a través de la atmósfera desde la estrella del planeta a medida que el planeta pasaba frente a ella. Sin embargo, esta hipótesis todavía está siendo investigada para su confirmación.
Barman se basó en datos y mediciones tomadas por Heather Knutson, estudiante de la Universidad de Harvard, del telescopio espacial Hubble, y aplicó nuevos modelos teóricos para demostrar la probabilidad de absorción de agua en la atmósfera del planeta. El planeta orbita su estrella madre cada tres días y medio, y cada vez que pasa frente a su estrella madre, el contenido atmosférico puede analizarse examinando cómo la atmósfera absorbe la luz que pasa desde la estrella directamente a través de la atmósfera en dirección a Tierra.
Según un resumen de la investigación, la absorción de agua en la atmósfera en un exoplaneta de este tipo hace que tenga una apariencia más grande en una parte del espectro infrarrojo, en comparación con las longitudes de onda del espectro visible. Barman tomó los datos del Hubble de Knutson en HD 209458 b, aplicados a su modelo teórico, y supuestamente identificó la absorción de agua en la atmósfera del planeta. El 24 de abril, el astrónomo David Charbonneau, quien dirigió el equipo que realizó las observaciones del Hubble, advirtió que el telescopio en sí podría haber introducido variaciones que hicieron que el modelo teórico sugiriera la presencia de agua. Esperaba que las observaciones adicionales aclararan el asunto en los próximos meses. A partir de abril de 2007, se está llevando a cabo una investigación adicional. El 20 de octubre de 2009, los investigadores de JPL anunciaron el descubrimiento de vapor de agua, dióxido de carbono y metano en la atmósfera.  

## Campo magnético
En 2014, un campo magnético alrededor de HD 209458 b se infirió a partir de la forma en que el hidrógeno se estaba evaporando del planeta. Es la primera detección (indirecta) de un campo magnético en un exoplaneta. Se estima que el campo magnético es aproximadamente una décima tan fuerte como el de Júpiter. 

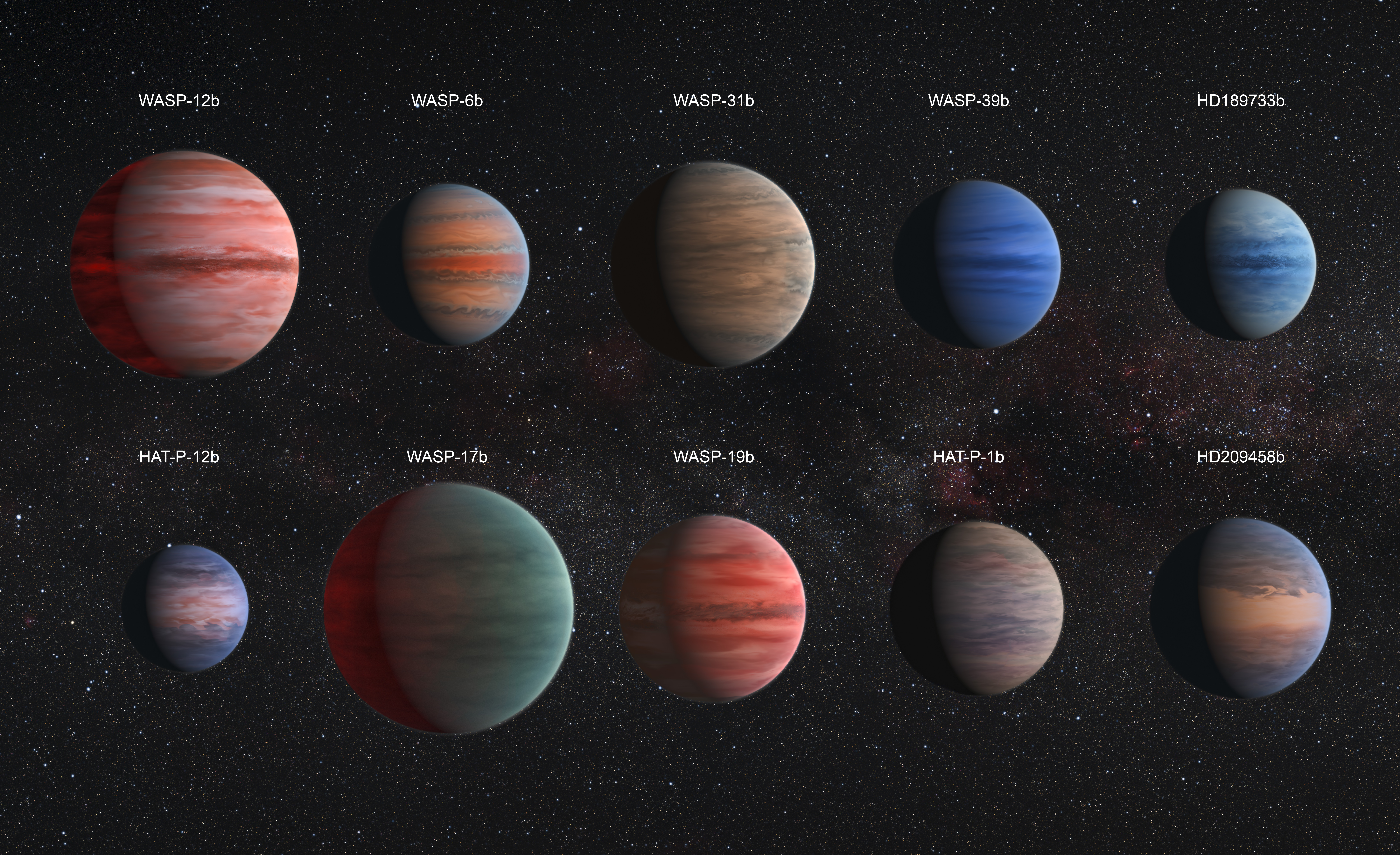
Comparación de exoplanetas de "Júpiter caliente" (concepto del artista).Desde la parte superior izquierda a la inferior derecha: WASP-12b, WASP-6b, WASP-31b, WASP-39b, HD 189733b, HAT-P-12b, WASP-17b, WASP-19b, HAT-P-1b y HD 209458b.